# Пейре д'Алвернь

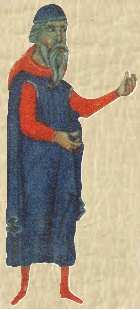
Трубадур Пейре д'Овернь

Пе́йре д'Алве́рнь, Пейре д'Овернь, Пейре Оверньський (Peire d'Alvernhe, Peire d'Alvergne, Pierre d'Auvergne) (нар. 1130) — трубадур з Оверні (роки творчості 1149–1170).
За різними оцінками, збереглося від 21 до 24 творів цього поета. Він розробляв новий стиль поезії трубадурів — «вишуканий» (trobar prim або trobar ric). «Вишукана манера виразу» поєднувала в собі все найкраще, що могли дати два напрямки лірики трубадурів — «темний» і «легкий» стилі. Середньовічний життєпис називає Пейре Овернського «найкращим у світі трубадурів» до приходу Гіраута де Борнеля.

## Біографія
За словами трубадура Бернара Марті, Пейре Овернський відмовився від духовного сану заради життя мандрівного поета. Можливо, саме він згадується в документах Монпельє від 1148 року під іменами Petrus d'Alvengue і Petrus de Alvernia. Зробивши перерву в своїх мандрах, він провів деякий час в суді Раймбаут d'Aurenga на Cortezon. [Життєпис Пейре свідчить, що він був сином міщанина з єпархії Клермон. Відповідно до нього, Пейре був гарний, привабливий, розумний і вважався «першим найкращим поетом, що перейшли гори (Піренеї)». Пейре бував як при дворах феодалів південної Франції, так і при кастильському дворі. Є припущення, що автором його віди був Дофін Овернський, який знав трубадура в останні роки його життя. Пейре також писав «благочестиві пісні», відомі шість його творів цього жанру, присвячені питанням релігії, благочестя і духовності. За часів Пейре ще не з'явилося поняття «кансо» (canso), вірші трубадурів називалися «верс» (vers). Навіть у роботах більш світської спрямованості, можна виявити моралізаторські впливи Маркабрюна, з творами якого Пейре мав можливість познайомитися. Одна з останніх пісень Маркабрюна є сатирою на Пейре Оверньського.